# Station Edenbridge Town
Edenbridge Town is een spoorwegstation van National Rail in Sevenoaks in Engeland. Het station is eigendom van Network Rail en wordt beheerd door Southern. Het station is geopend in 1888.